# Sandro Maierhofer
Sandro Maierhofer (31 maggio 1985) è un ex calciatore liechtensteinese, di ruolo difensore.

## Carriera

### Club
Dopo aver giocato nelle giovanili del Balzers, gioca dal 2003 al 2008 con la squadra maggiore, con cui ha racimolato oltre 118 presenze e 2 gol segnati tra campionato e coppe.

### Nazionale
Ha collezionato 9 presenze con la propria Nazionale.

## Statistiche

### Cronologia presenze e reti in nazionale
| Cronologia completa delle presenze e delle reti in nazionale ― Liechtenstein | Cronologia completa delle presenze e delle reti in nazionale ― Liechtenstein | Cronologia completa delle presenze e delle reti in nazionale ― Liechtenstein | Cronologia completa delle presenze e delle reti in nazionale ― Liechtenstein | Cronologia completa delle presenze e delle reti in nazionale ― Liechtenstein | Cronologia completa delle presenze e delle reti in nazionale ― Liechtenstein | Cronologia completa delle presenze e delle reti in nazionale ― Liechtenstein | Cronologia completa delle presenze e delle reti in nazionale ― Liechtenstein |
| Data                                                                         | Città                                                                        | In casa                                                                      | Risultato                                                                    | Ospiti                                                                       | Competizione                                                                 | Reti                                                                         | Note                                                                         |
| ---------------------------------------------------------------------------- | ---------------------------------------------------------------------------- | ---------------------------------------------------------------------------- | ---------------------------------------------------------------------------- | ---------------------------------------------------------------------------- | ---------------------------------------------------------------------------- | ---------------------------------------------------------------------------- | ---------------------------------------------------------------------------- |
| 7-6-2003                                                                     | Skopje                                                                       | Macedonia                                                                    | 3 – 1                                                                        | Liechtenstein                                                                | Qual. Euro 2004                                                              | -                                                                            | 86’                                                                          |
| 20-8-2003                                                                    | Vaduz                                                                        | Liechtenstein                                                                | 2 – 2                                                                        | San Marino                                                                   | Amichevole                                                                   | -                                                                            |                                                                              |
| 6-9-2003                                                                     | Vaduz                                                                        | Liechtenstein                                                                | 0 – 3                                                                        | Turchia                                                                      | Qual. Euro 2004                                                              | -                                                                            | 83’                                                                          |
| 10-9-2003                                                                    | Manchester                                                                   | Inghilterra                                                                  | 2 – 0                                                                        | Liechtenstein                                                                | Qual. Euro 2004                                                              | -                                                                            | 46’                                                                          |
| 11-10-2003                                                                   | Vaduz                                                                        | Liechtenstein                                                                | 0 – 2                                                                        | Slovacchia                                                                   | Qual. Euro 2004                                                              | -                                                                            |                                                                              |
| 7-6-2006                                                                     | Ulm                                                                          | Liechtenstein                                                                | 1 – 3                                                                        | Australia                                                                    | Amichevole                                                                   | -                                                                            | 69’                                                                          |
| 16-8-2006                                                                    | Vaduz                                                                        | Liechtenstein                                                                | 0 – 3                                                                        | Svizzera                                                                     | Amichevole                                                                   | -                                                                            | 56’                                                                          |
| 2-9-2006                                                                     | Badajoz                                                                      | Spagna                                                                       | 4 – 0                                                                        | Liechtenstein                                                                | Qual. Euro 2008                                                              | -                                                                            | 8’                                                                           |
| 6-9-2006                                                                     | Göteborg                                                                     | Svezia                                                                       | 3 – 1                                                                        | Liechtenstein                                                                | Qual. Euro 2008                                                              | -                                                                            | 41’ 89’                                                                      |
| Totale                                                                       |                                                                              | Presenze                                                                     | 9                                                                            |                                                                              | Reti                                                                         | 0                                                                            |                                                                              |